# Edward Arthur Milne
Edward Arthur Milne, FRS, angleški astrofizik, matematik in kozmolog, * 14. februar 1896, Hull, grofija Yorkshire, Anglija, † 21. september 1950, Dublin, Irska.

## Življenje in delo
Milne je dal pomembne prispevke k teoriji zvezd. Najbolj znan je po delih iz kozmologije. Njegova glavna dela so: Thermodynamics of the Stars; Relativity, Gravitation and World - Structure idr.
Leta 1932 je predložil teorijo, imenovano tudi kinematična relativnost, za katero se je pozneje izkazalo, da se od prejšnjih razlikuje samo po načinu formulacije. Poskušal je pojasniti odmikanje galaksij, ko si je predstavljal, da se celotno gibanje vrši v neukrivljenem prostoru, ki se točno sklada z navadnim prostorom iz vsakdanje izkušnje. Nasprotoval mu je Herbert Dingle. Kot vsi podobni spori se tudi ta zdi nepotreben; vsaka stran je imela po svoje prav. Pomemben nasledek razprave pa je bil četverni prostor, ki sta ga leta 1934 vpeljala Howard Percy Robertson in Arthur Geoffrey Walker. Tega leta sta William Hunter McCrea in Milne ugotovila, da ima relativistični model Vesolja podobne rešitve kot model v okviru Newtonovega splošnega gravitacijskega zakona. Milne je podal načelo (postulat) homogenosti ali svetovno načelo, ki pravi, da vidimo iz vsake točke Vesolja enako velik prostor in enaka gibanja.

## Priznanja

### Nagrade
Leta 1935 je prejel zlato medaljo Kraljeve astronomske družbe, leta 1941 za svoje raziskave atmosfer Zemlje in Sonca, notranje zgradbe zvezd in teorijo relativnosti kraljevo medaljo Kraljeve družbe iz Londona in leta 1945 medaljo Bruceove Tihomorskega astronomskega društva.

### Poimenovanja
Po njem se imenuje udarni krater Milne na Luni.